# Aleksandr Melnik
Aleksandr Melnik (russisk: Александр Владимирович Мельник) (født 11. juni 1958 i Voznesenovka i Sovjetunionen, død 8. september 2021 i Putoranskij zapovednik i Rusland) er en russisk filminstruktør.

## Filmografi
- Novaja Zemlja (Новая Земля, 2008)[2][3]
- Territorija (Территория, 2015)